# Bogdan Kotarski
Bogdan Andrzej Kotarski (ur. 8 października 1956 w Ośnicy) – polski polityk, poseł na Sejm PRL IX kadencji.

## Życiorys
Działał w organizacjach młodzieżowych. W 1980 ukończył studia na Wydziale Mechanicznym w Filii Politechniki Warszawskiej w Płocku, podjął pracę jako specjalista do przygotowania produkcji w Płockim Przedsiębiorstwie Konstrukcji Stalowych i Urządzeń Przemysłowych „Mostostal” i wstąpił do Polskiej Zjednoczonej Partii Robotniczej, w której był sekretarzem Komitetu Zakładowego. W latach 1985–1989 pełnił mandat posła na Sejm PRL IX kadencji z okręgu Płock. Pełnił funkcję Sekretarza Sejmu. Zasiadał w Komisji Budownictwa, Gospodarki Przestrzennej, Komunalnej i Mieszkaniowej, Komisji Współpracy Gospodarczej z Zagranicą oraz w Komisji Planu Gospodarczego, Budżetu i Finansów.